# أوفتية إفريقية
أوفتية أفريقية (باللاتينية: Oftia africana ) هو نوع نباتي يتبع جنس الأوفتية من الفصيلة الغدبية.